# All Elite Wrestling
AEW (a efectos legales, All Elite Wrestling, LLC.) es una empresa de lucha libre profesional estadounidense fundada en 2019 por los empresarios Shahid Khan y su hijo Tony Khan, dueños del equipo de fútbol americano Jacksonville Jaguars de la National Football League y del Fulham Football Club del fútbol inglés. Shahid Khan era el principal inversor de la promoción, mientras que su hijo Tony es el presidente y jefe de operaciones. Los luchadores profesionales Cody Rhodes (hasta 2021), The Young Bucks (Matt y Nick Jackson) y Kenny Omega del stable The Elite, son los talentos contratados inaugurales de la compañía, y también se desempeñan como vicepresidentes ejecutivos de la promoción.
CBS Sports detalla a AEW como "la primera empresa con un apoyo financiero notable en empezar a pelear con la WWE a un nivel importante en casi 2 décadas". Pese a las buenas críticas de la prensa, luchadores como Mick Foley han dicho que la empresa está cometiendo errores debido a la inexperiencia de muchos de sus jóvenes talentos.
AEW tiene relaciones laborales actualmente con las empresas japonesas DDT Pro-Wrestling (DDT), Tokyo Joshi Pro Wrestling (TJPW), New Japan Pro-Wrestling (NJPW), World Wonder Ring Stardom (Stardom), la empresa británica Revolution Pro Wrestling (RevPro) y con la empresa mexicana Consejo Mundial de Lucha Libre (CMLL).

## Historia

### Antecedentes (2018)
En mayo de 2013 se formó un stable de lucha libre profesional en la empresa japonesa New Japan Pro-Wrestling (NJPW) llamado Bullet Club. The Young Bucks y Cody se unieron al stable más tarde en 2013 y 2016 respectivamente. A lo largo de los años, los miembros y el liderazgo del stable evolucionaron y de ahí surgió un subgrupo conocido como The Elite, quien se formó oficialmente en enero de 2016 junto a Kenny Omega.
Más tarde, en septiembre de 2018, Cody y los Young Bucks promovieron y llevaron a cabo un evento de lucha libre profesional llamado All In, el cual se agotó en 30 minutos y se convirtió en el evento de lucha libre profesional más visto en los Estados Unidos que no está afiliado a la WWE o la WCW desde 1993, con una asistencia de 11 263 personas al evento. El espectáculo fue un éxito que llevó a muchas especulaciones en Internet de que Cody y The Young Bucks expandirían sus ambiciones y crearían su propia empresa de lucha libre profesional o realizarían el segundo evento All In. Los miembros fundadores de The Elite, Kenny Omega y The Young Bucks finalmente se unieron a Cody, Marty Scurll y Hangman Page en octubre de 2018, quienes se unieron a The Elite siguiendo una storyline que vio a The Elite separarse de Bullet Club y convertirse en su propio stable independiente.
El 5 de noviembre de 2018, se presentaron varias marcas comerciales en Jacksonville, Florida, que indicaban el lanzamiento de All Elite Wrestling. Los nombres presentados para la marca registrada incluyen: Todos los relacionados con Elite Wrestling, AEW All Out, All Out, AEW, Double or Nothing, Wednesday Night Dynamite, AEW Double or Nothing y varios logotipos.
Los Young Bucks luego abordarán las marcas registradas al decir "Tenemos ofertas en la mesa de todas las compañías importantes del mundo", reconociendo que la WWE les ofreció contratos, que Cody y The Young Bucks rechazaron. El 14 de diciembre de 2018, The Elite junto con SCU (Christopher Daniels, Frankie Kazarian & Scorpio Sky) dejaron Ring of Honor (ROH).

### Formación (2019-2020)
El anuncio oficial de la creación se produjo el 1 de enero de 2019, cuando Cody, The Young Bucks y Hangman Page revelaron oficialmente la empresa en Twitter, que se creó a través de un reloj de cuenta regresiva durante su canal de YouTube Being The Elite, que expiró el Día de Año Nuevo de 2019 a la medianoche, hora del Pacífico, pero The Elite no firmó un contrato. El mismo día, Rhodes y The Young Bucks anunciaron Double or Nothing, el evento inaugural en su canal de YouTube, Being the Elite. Se celebrará una conferencia de prensa el 8 de enero en Jacksonville, donde se brindará más información sobre la empresa. El 2 de enero de 2019, The Elite oficial firmó con la promoción con Cody y los Young Bucks como sus Vicepresidentes Ejecutivos, y Tony Khan como su Presidente.
El 8 de enero de 2019, la compañía celebró su conferencia de prensa inaugural en el patio del TIAA Bank Field, donde anunció talentos que fueron va a actuar como parte de la empresa, incluyendo a Joey Janela, Penelope Ford, Britt Baker, Christopher Daniels, Scorpio Sky, PAC, Frankie Kazarian y Chris Jericho. También anunciaron una relación de trabajo con la promoción de lucha libre profesional china Oriental Wrestling Entertainment (OWE) fundada por el luchador Cima. El 7 de febrero de 2019, el grupo celebró una conferencia de prensa en la que se lanzaron boletos para Double or Nothing. Otros anuncios importantes fueron la incorporación de Kenny Omega como el cuarto vicepresidente ejecutivo de la compañía, así como las firmas de Sonny Kiss, Sammy Guevara, Jimmy Havoc, Pentagón Jr., Fénix, Trent Barreta y Chuck Taylor, Angélico y Jack Evans, Kylie Rae y Nyla Rose. También se anunció una asociación con la empresa mexicana Lucha Libre AAA Worldwide.
Durante los primeros meses se añadieron nuevos eventos como Fyter Fest y Fight for the Fallen para la expansión de la empresa y con las siguientes contrataciones de luchadores como MJF, Michael Nakazawa, Brandon Cutler, Kip Sabian, Hikaru Shida, Sadie Gibbs, Bea Priestley, Allie, Leva Bates, Darby Allin, Riho, Peter Avalon, Jungle Boy, Luchasaurus, The Dark Order (Evil Uno & Stu Grayson) y Private Party (Isiah Kassidy & Marq Quen). Más tarde se anunciaron los comentaristas como Alex Marvez, Excalibur y Jim Ross quienes se encargaran de narrar en inglés y en español como Hugo Savinovich y entrevistadores como Alicia Atout. El 8 de mayo, AEW anunció que el ganador de Casino Battle Royal obtendría una oportunidad por el Campeonato Mundial de AEW.
El 15 de mayo de 2019, AEW y WarnerMedia anuncian un acuerdo para un programa semanal que se emitirá en TNT donde la red que anteriormente había transmitido Monday Nitro de WCW durante la guerra por los índices de audiencia (Monday Night Wars) (1995–2001). Además, Double or Nothing y los futuros eventos estarán disponibles en pay-per-view y se emitirán en B/R Live.
El 25 de mayo de 2019, AEW produjo su primer evento (PPV) Double or Nothing. Tuvo lugar en el MGM Grand Garden Arena, y vio el debut de Jon Moxley. El evento obtuvo críticas positivas de críticos como Canoe.com, CBS Sports, ESPN, Pro Wrestling Torch, Pro Wrestling Dot Net y WrestleView, con los últimos tres luchas ganando la mayor cantidad de elogios.
Con la llegada de su show semanal titulado "Dynamite", se añadió dos eventos más como All Out y Full Gear, y se crearon dos títulos nuevos como el Campeonato Mundial en Parejas de AEW y Campeonato Mundial Femenino de AEW donde se organizaron diferentes torneos y además con las contrataciones de luchadores como Tully Blanchard, Orange Cassidy, Awesome Kong, Santana & Ortiz, Marko Stunt, Wardlow, Big Swole, Jake Hager y Kris Statlander. Más tarde se añadieron más comentaristas como Tony Schiavone quienes se encargaran de narrar en inglés y en español como Alex Abrahantes, Dasha Gonzalez. Tras el éxito de su primer show semanal de Dynamite, Cody anunció a través de sus redes sociales que se agregaría otro show semanal titulado "AEW Dark" donde es trasmitido por Youtube. El programa comenzó a emitirse también en TNT.

### AEW y la pandemia del COVID 19 (2020-2021)

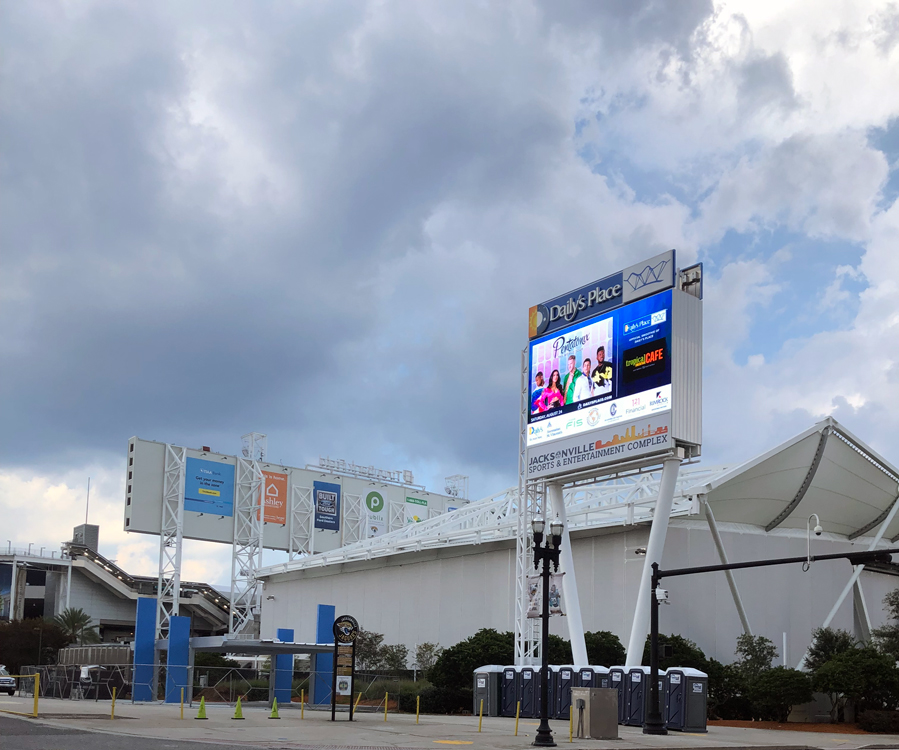
Daily's Place en Jacksonville, Florida, considerado como la sede central de AEW.
La gran parte de los eventos de AEW realizados desde marzo de 2020 a julio de 2021 se llevaron a cabo en Daily's Place debido a la Pandemia de COVID-19.

A principios de marzo de 2020, la empresa comenzó a posponer sus eventos televisados a una fecha indeterminada por causa de la pandemia mundial de coronavirus (COVID-19), que ha afectado gravemente a Norteamérica. Tony Khan manifestó que no tenía intenciones a obligar a su elenco a venir a los shows televisados en medio de la contingencia sanitaria. A partir de eso, todos los shows en vivo y grabados contaron con público limitado.
El 13 de abril, el gobernador de Florida, Ron DeSantis, consideró que AEW, como WWE, era un negocio esencial y crítico para la economía del estado, y había agregado una excepción bajo la orden de permanencia en casa del estado para los empleados de una "producción profesional de deportes y medios" que está cerrado al público y tiene audiencia nacional. En una entrevista en el podcast de AEW Unrestricted, Tony Khan declaró que la pandemia ha privado a AEW de millones de dólares en ingresos por eventos en vivo.
Añadiendo a eso, Blood and Guts debió llevarse a cabo como próximo evento pero, debido a la pandemia, fue suspendido de manera indefinida sin fecha a programar. En su lugar, Double or Nothing fue el primer evento que se llevó a cabo bajo nuevas reglas sanitarias y de bioseguridad, donde se destaca las victorias de The Elite ("Hangman" Adam Page, Kenny Omega, Matt Jackson & Nick Jackson) & "Broken" Matt Hardy frente a The Inner Circle (Chris Jericho, Jake Hager, Sammy Guevara, Santana & Ortiz) en un Stadium Stampede Match, la de Jon Moxley sobre Brodie Lee reteniendo el Campeonato Mundial de AEW, la de Brian Cage en el Casino Ladder Match, la de Hikaru Shida sobre Nyla Rose en un No Disqualification-No Count-Out Match, donde ganó el Campeonato Mundial Femenino de AEW, y la de Cody sobre Lance Archer, donde ganó el inaugural Campeonato TNT de AEW.
El 20 de agosto, AEW anunció el regreso de los fanáticos con boleto a los eventos en vivo, siguiendo las pautas de los Centros para el Control y la Prevención de Enfermedades, que incluyen el uso de máscaras, distancia física y controles de temperatura. Comenzando con su episodio del 27 de agosto de Dynamite, permitieron hasta un 10 por ciento de capacidad en Daily's Place y hasta un 15 por ciento de capacidad a partir de All Out.
Poco a poco, se fueron agregando luchadores al roster de AEW, tales como Brian Cage, Eddie Kingston, Ivelisse y Diamante, Will Hobbs y a la vez se integraron luchadores que fueron parte de WWE como Cash Wheeler (Dash Wilder), Dax Harwood (Scott Dawson), Miro (Rusev), Serena Deeb (Serena) y Tay Conti (Taynara Conti) y el árbitro Mike Chioda.
El 10 de noviembre de 2020, AEW finalmente reveló detalles sobre sus próximos lanzamientos de videojuegos y confirmó que están trabajando con los ex-desarrolladores de WWE 2K, Yuke's. El 15 de noviembre de 2020, Space anunció que trasmitirán Dynamite en América Latina, comenzando desde el 22 de ese mismo mes y durante los días domingos, retransmitiendo el programa que se realiza en vivo los miércoles en TNT para Estados Unidos.
El 8 de diciembre de 2020, AEW comenzó una asociación con Impact Wrestling, que vio al Campeón Mundial de AEW, Kenny Omega haciendo varias apariciones en los segmentos de Impact!, durante las siguientes semanas. Kenny Omega más tarde haría su debut en el ring para Impact en Hard to Kill.
El 3 de febrero de 2021, en el especial de televisión Beach Break, AEW comenzó una asociación con la New Japan Pro-Wrestling (NJPW). Después del evento principal, Kenta hizo su debut en AEW y golpeó a Jon Moxley con su golpe final, el Go 2 Sleep. Más tarde, Kenta hizo su debut en el ring en AEW en el siguiente episodio de Dynamite. Ese mismo mes, AEW anunció su programa más nuevo AEW Dark: Elevation, que se emitirá los lunes en su canal de YouTube como un complemento a AEW Dark.

### Regreso de las giras (2021-2022)
En mayo de 2021, AEW anunció que volverían a hacer giras en julio, comenzando con espectáculos en Miami, Cedar Park y Garland. Ya durante las giras, en agosto de 2021 se presenta un nuevo programa que se llama AEW Rampage, en donde Kenny Omega pierde el Campeonato mundial Impact ante Christian Cage, dando como consecuencia el regreso de Christian a Impact Wrestling. El primer evento del programa se llevó a cabo en Pittsburgh y una semana después el programa era tendencia desde el medio día, según porque un luchador de gran trayectoria llegaba a AEW, se trataba de CM Punk que llegaba a la compañía después de 7 años de quedar inactivo en el ring. Ya en los siguientes días CM Punk anunciaba que en AEW All Out se iba a enfrentar a Darby Allin. En 5 de septiembre en Hoffman Estates, Illinois se lleva a cabo AEW All Out, en donde nuevamente Kenny Omega se enfrentaba a Christian, ahora por el campeonato mundial de AEW en donde logra retener el campeonato. Ya después de su lucha, Kenny confirma que la familia que lo denomina como "Elite" crece, pues fue presentado Adam Cole aunque también apareceria Bryan Danielson ayudando a Christian tras los ataques de los "Elite". En 6 de octubre se presenta un nuevo campeonato que sería secundario para mujeres. El campeonato lleva el nombre de AEW TBS Championship y sería disputado hasta el 5 de enero de 2022 cuando AEW Dynamite ya estaba en TBS, en donde Jade Cargill sería la primera campeona al derrotar a Ruby Soho después de un torneo en donde se enfrentaron 12 luchadoras que fueron anunciadas desde el 22 de octubre.
En octubre de 2024, los programas de AEW comenzaron a emitirse en México por Fox Sports.

## Show de televisión
En abril, Jim Ross confirmó que el programa sería un programa semanal de dos horas en vivo. Durante el evento de Fight for the Fallen, Chris Jericho confirmó que el espectáculo comenzaría en octubre.  El 24 de julio, AEW anunció que el programa se estrenaría el 2 de octubre y se emitió en vivo desde el Capital One Arena en Washington, D.C.
El 19 de septiembre de 2019, el sitio web de TNT enumeró los programas de AEW titulado "All Elite Wrestling: Dynamite", también se programó un evento previo de dos horas para el 1 de octubre a las 8 PM.
El 5 de octubre de 2019, el vicepresidente ejecutivo de AEW Cody anunció su segundo show semanal de Dynamite titulado "AEW Dark" que se transmitirá los martes en el canal de YouTube de AEW, presentará luchas no televisados durante las grabaciones de Dynamite.
El 15 de enero de 2020, WarnerMedia y AEW anunciaron una extensión de contrato para AEW Dynamite en TNT hasta 2023 y que AEW lanzaría un segundo show semanal.
Debido a la pandemia mundial de coronavirus de 2019-2020, la transmisión de los dos programas se realiza en arena vacía desde el Daily's Place de Jacksonville, Florida, desde marzo de 2020 por las restricciones para eventos en vivo en Norteamérica y el mundo.
El 19 de mayo de 2021, AEW anunció que Dynamite se trasladaría a TBS en enero de 2022. Además, AEW también anunció que lanzarían un segundo programa de televisión semanal llamado AEW Rampage, que se emitirá los viernes a las 10 p. m. en TNT antes de mudarse a TBS en enero junto con Dynamite.
El 17 de mayo de 2023, AEW y su compañero de transmisión WarnerMedia anunciaron que transmitirán AEW Collision en TNT

## Videojuegos
Este anexo es una lista de los videojuegos de AEW, promoción de lucha libre profesional: 
| Año             | Título                        | Desarrollador      | Consola (s)                                                                       |
| Serie principal | Serie principal               | Serie principal    | Serie principal                                                                   |
| --------------- | ----------------------------- | ------------------ | --------------------------------------------------------------------------------- |
| 2020            | AEW Casino: Double or Nothing | KamaGames          | Android, iOS                                                                      |
| 2020            | AEW Elite General Manager     | Crystallized Games | Android, iOS                                                                      |
| 2022            | AEW Fight Forever             | Yuke's             | Nintendo Switch, PlayStation 4, PlayStation 5, Windows, Xbox Series X/S, Xbox One |

## Asociaciones
Frecuentemente AEW ha trabajado con otras promociones de lucha libre en esfuerzos de colaboración:
| Año           | Empresa                          |
| ------------- | -------------------------------- |
| 2019-2020     | Oriental Wrestling Entertainment |
| 2019-2024     | Lucha Libre AAA Worldwide        |
| 2020-presente | DDT Pro-Wrestling                |
| 2020-presente | Tokyo Joshi Pro Wrestling        |
| 2020-2021     | National Wrestling Alliance      |
| 2020-2021     | Impact Wrestling                 |
| 2021-presente | New Japan Pro-Wrestling          |
| 2022-presente | Ring of Honor                    |
| 2022-presente | Revolution Pro Wrestling         |
| 2023-presente | Consejo Mundial de Lucha Libre   |

## Campeonatos actuales
Actualmente, AEW tiene ocho campeonatos; de los cuales, el título máximo es el Campeonato Mundial de AEW.

## Próximos eventos
En la siguiente tabla, se exponen los eventos actuales de la AEW en curso, a la izquierda el que acaba de ocurrir, en medio el evento en producción, y el derecho el evento por realizarse:

| Predecesor: All In:Texas | Forbidden Door 25 de agosto de 2025 | Sucesor: All Out |

## Personal de AEW

### Plantel de luchadores y otros

#### Luchadores de AEW

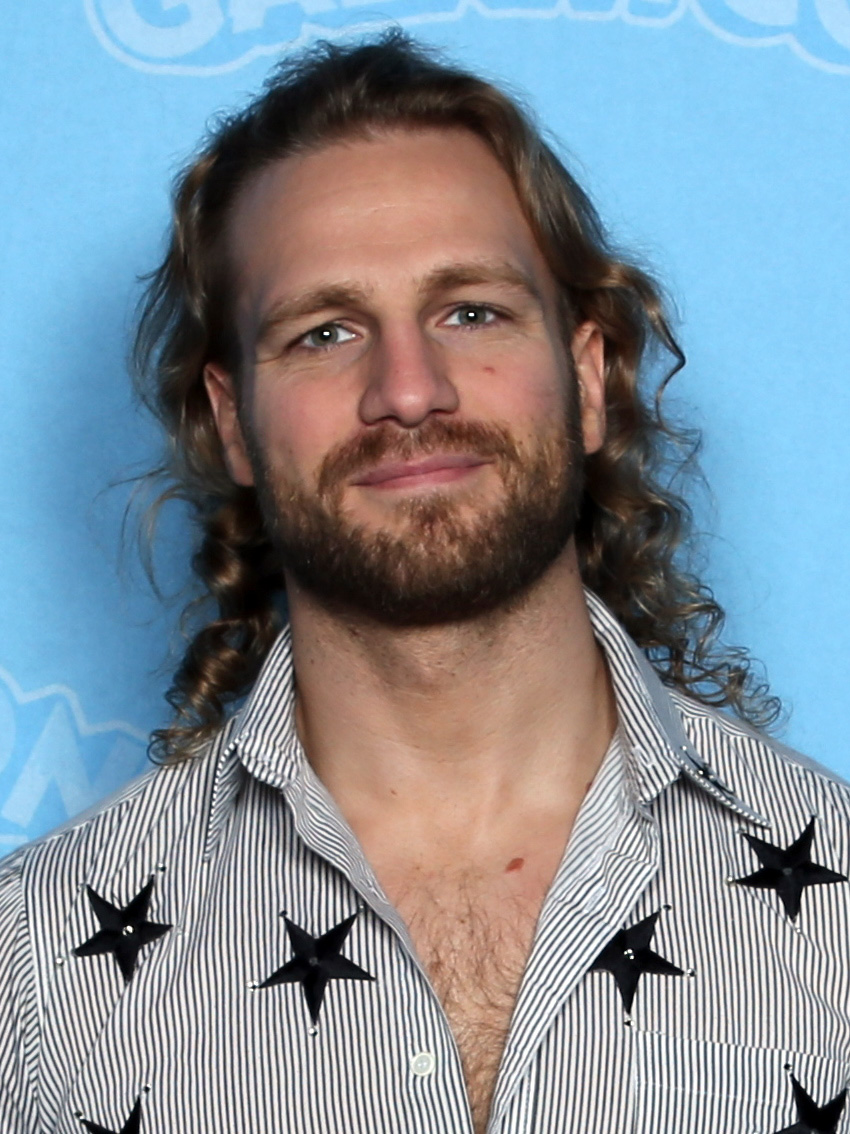
«Hangman» Adam Page, campeón mundial de AEW

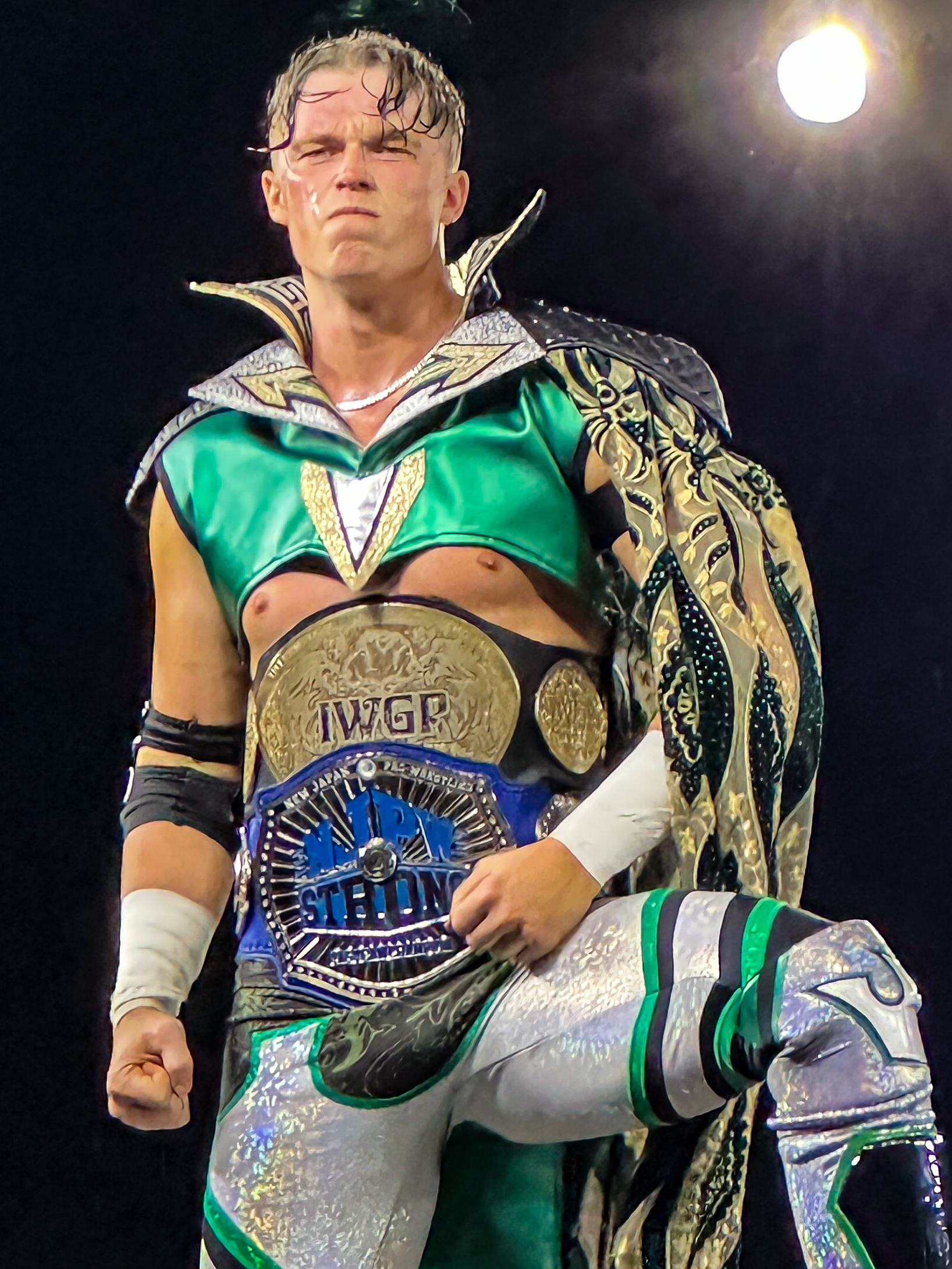
Kyle Fletcher, campeón TNT de AEW

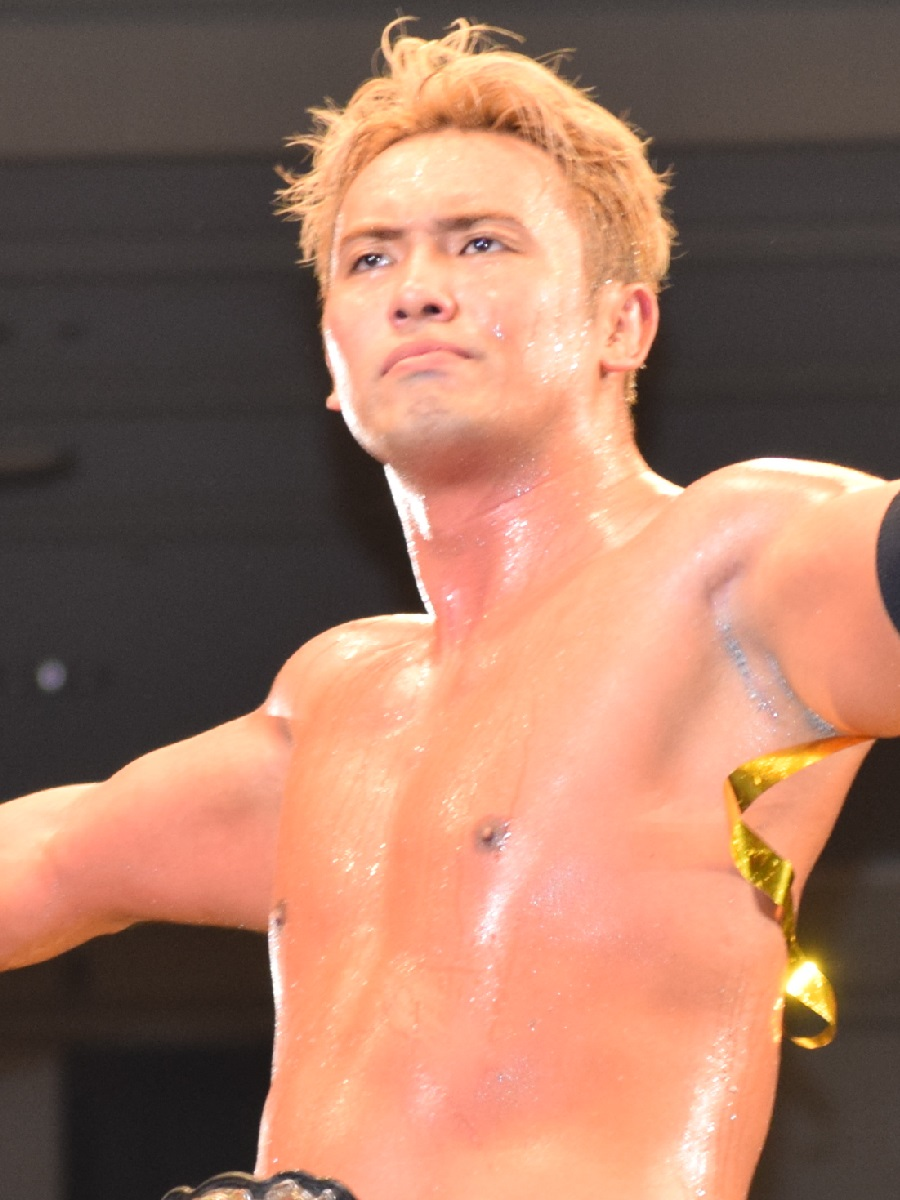
Kazuchika Okada, campeón unificado de AEW

| Nombre              | Nombre Real                       | Notas                                                                                     |
| ------------------- | --------------------------------- | ----------------------------------------------------------------------------------------- |
| Aaron Solo          | Aaron Solow                       |                                                                                           |
| Ace Austin          | Austin James Highley              |                                                                                           |
| Action Andretti     | Tyler Andretti                    |                                                                                           |
| Adam Cole           | Austin Jenkins                    |                                                                                           |
| Alex Reynolds       | Alex Zikos                        |                                                                                           |
| Angelo Parker       | Jeffrey Parker                    |                                                                                           |
| Angélico            | Adam Bridle                       | Comentarista en español.                                                                  |
| Anthony Bowens      | Anthony Bowens                    |                                                                                           |
| Anthony Ogogo       | Anthony Ogogo                     |                                                                                           |
| AR Fox              | Thomas Ballester                  |                                                                                           |
| Ari Daivari         | Ariya Daivari                     | Entrenador.                                                                               |
| Austin Gunn         | Austin Sopp                       |                                                                                           |
| Bandido             | Desconocido                       | Campeón Mundial de ROH.                                                                   |
| Big Bill            | William Morrissey                 |                                                                                           |
| Billy «Daddy Ass»   | Monty Sopp                        | Entrenador.                                                                               |
| Bishop Kaun         | Bishop Kaun                       |                                                                                           |
| Blake Christian     | Christian Hubble                  |                                                                                           |
| Bobby Lashley       | Franklin Robert "Bobby" Lashley   |                                                                                           |
| Boulder             | Thomas Wansaw Jr.                 |                                                                                           |
| Brandon Cutler      | Brandon Bogle                     | Ejecutivo de contenidos.                                                                  |
| Brian Cage          | Brian Button                      |                                                                                           |
| Brody King          | Nathan Blauvelt                   |                                                                                           |
| Bronson             | Joseph Fitzpatrick                |                                                                                           |
| Bryan Keith         | Bryan Keith                       |                                                                                           |
| Buddy Matthews      | Matthew Adams                     |                                                                                           |
| Cash Wheeler        | Daniel Wheeler                    |                                                                                           |
| Chris Jericho       | Christopher Irvine                | Contrato no exclusivo con NJPW Comentarista Productor Asesor creativo                     |
| Christian Cage      | William Reso                      |                                                                                           |
| Christopher Daniels | Daniel Covell                     | Vicepresidente Interino Entrenador.                                                       |
| Chuck Taylor        | Dustin Howard                     |                                                                                           |
| Claudio Castagnoli  | Claudio Castagnoli                |                                                                                           |
| Cole Karter         | Cole McKinney                     |                                                                                           |
| Colt Cabana         | Scott Colton                      | Entrenador.                                                                               |
| Colten Gunn         | Colten Sopp                       |                                                                                           |
| Cope                | Adam Copeland                     |                                                                                           |
| Danhausen           | Donovan Danhausen                 |                                                                                           |
| Daniel Garcia       | Daniel Garcia                     |                                                                                           |
| Dante Martin        | Dante Martin                      |                                                                                           |
| Darby Allin         | Samuel Ratsch                     |                                                                                           |
| Darius Martin       | Darius Martin                     |                                                                                           |
| Dax Harwood         | David Harwood                     |                                                                                           |
| Dralístico          | Carlos Muñoz González             |                                                                                           |
| Dustin Rhodes       | Dustin Runnels                    | Entrenador. Campeón Mundial de Seis Hombres de ROH Campeón Mundial en Parejas de ROH.     |
| Eddie Kingston      | Edward Moore                      |                                                                                           |
| E.J. Nduka          | Ezekwesiri Nduka Jr.              |                                                                                           |
| Evil Uno            | Nicolas Dansereau                 |                                                                                           |
| Griff Garrison      | Garrett Griffith                  |                                                                                           |
| «Hangman» Adam Page | Stephen Woltz                     | Campeón Mundial de AEW                                                                    |
| Hologram            | Desconocido                       |                                                                                           |
| Hook                | Tyler Senerchia                   |                                                                                           |
| Isiah Kassidy       | Isiah Kassidy                     |                                                                                           |
| Jay Lethal          | Jamar Shipman                     |                                                                                           |
| Jay White           | Jamie White                       |                                                                                           |
| Jack Perry          | Jack Perry                        |                                                                                           |
| Jeff Jarrett        | Jeffrey Jarrett                   | Director de Desarrollo de Negocios.                                                       |
| John Silver         | John Silver                       |                                                                                           |
| Johnny TV           | John Hennigan                     |                                                                                           |
| Jon Moxley          | Jonathan Good                     | Contrato no exclusivo con NJPW.                                                           |
| Josh Alexander      | Joshua Lemay                      |                                                                                           |
| Josh Woods          | Joshua Woods                      |                                                                                           |
| Juice Robinson      | Joseph Robinson                   | Inactivo; lesión de espalda.                                                              |
| Katsuyori Shibata   | Katsuyori Shibata                 | Campeón Mundial de Trios de AEW.                                                          |
| Kazuchika Okada     | Kazuchika Okada                   | Campeón Unificado de AEW.                                                                 |
| Keith Lee           | Keith Lee                         |                                                                                           |
| Kenny Omega         | Tyson Smith                       | Vicepresidente Ejecutivo.                                                                 |
| Kevin Knight        | Kevin Knight                      |                                                                                           |
| Kip Sabian          | Simon Kippen                      |                                                                                           |
| Komander            | Desconocido                       |                                                                                           |
| Konosuke Takeshita  | Konosuke Takeshita                |                                                                                           |
| Kota Ibushi         | Kota Ibushi                       |                                                                                           |
| Kyle Fletcher       | Kyle Fletcher                     | Campeón TNT de AEW                                                                        |
| Kyle O'Reilly       | Kyle Greenwood                    |                                                                                           |
| Lance Archer        | Lance Hoyt                        |                                                                                           |
| Lee Johnson         | Lee Johnson                       |                                                                                           |
| Lee Moriarty        | Julian Moriarty                   |                                                                                           |
| Luchasaurus         | Austin Matelson                   |                                                                                           |
| Luther              | Len Olson                         | Entrenador Asistente de Toni Storm.                                                       |
| Mark Briscoe        | Mark Pugh                         | Hall of Famer de ROH.                                                                     |
| Mark Davis          | Davis Passwood                    | Inactivo; fractura de muñeca.                                                             |
| Marq Quen           | DeQuentin Redden                  |                                                                                           |
| Matthew Jackson     | Matthew Massie                    | Vicepresidente Ejecutivo.                                                                 |
| Matt Menard         | Matthew Menard-Lee                |                                                                                           |
| Matt Sydal          | Matthew Korklan                   |                                                                                           |
| Matt Taven          | Matthew Marinelli                 |                                                                                           |
| Max Caster          | Max Caster                        |                                                                                           |
| Michael Nakazawa    | Masatsugu Nakazawa                |                                                                                           |
| Mike Bailey         | Émile Charles Baillargeon-Laberge |                                                                                           |
| Mike Bennett        | Michael Bennett                   |                                                                                           |
| MJF                 | Maxwell Friedman                  | 6 veces ganador del Dynamite Diamond Ring.                                                |
| Nick Comoroto       | Nicholas Comoroto                 |                                                                                           |
| Nicholas Jackson    | Nicholas Massie                   | Vicepresidente Ejecutivo.                                                                 |
| Nick Wayne          | Nicholas Wayne                    |                                                                                           |
| Orange Cassidy      | James Cipperly                    | Entrenador.                                                                               |
| Ortiz               | Miguel Molina                     |                                                                                           |
| PAC                 | Benjamin Satterly                 |                                                                                           |
| Paul Wight          | Paul Wight II                     | Entrenador.                                                                               |
| Peter Avalon        | Peter Hernandez                   |                                                                                           |
| Powerhouse Hobbs    | William Hobson                    | Campeón Mundial de Trios de AEW.                                                          |
| Preston Vance       | Cody Vance                        |                                                                                           |
| Ricochet            | Trevor Mann                       |                                                                                           |
| Roderick Strong     | Christopher Lindsey               |                                                                                           |
| Rush                | William Muñoz González            |                                                                                           |
| Sammy Guevara       | Samuel Guevara                    | Campeón Mundial en Parejas de ROH                                                         |
| Samoa Joe           | Nuufolau Seanoa                   | Campeón Mundial de Trios de AEW Hall of Famer de ROH                                      |
| Satnam Singh        | Satnam Bhamara                    |                                                                                           |
| Scorpio Sky         | Schuyler Andrews                  |                                                                                           |
| Serpentico          | Jonathan Cruz Rivera              | Comentarista en Español Entrenador También lucha bajo los nombres de Ben Dejo y Jon Cruz. |
| Shawn Dean          | Shawn McBride                     | Coordinador de Extras.                                                                    |
| Shelton Benjamin    | Shelton James Benjamin            |                                                                                           |
| Swerve Strickland   | Stephon Strickland                |                                                                                           |
| The Beast Mortos    | Desconocido                       |                                                                                           |
| The Blade           | Jesse Guilmette                   |                                                                                           |
| The Butcher         | Andrew Williams                   |                                                                                           |
| Truth Magnum        | Shiloh Moun                       |                                                                                           |
| Toa Liona           | Bruce Leaupepe                    |                                                                                           |
| Tony Nese           | Anthony Nese                      |                                                                                           |
| Trent Beretta       | Gregory Marasciulo                |                                                                                           |
| Turbo Floyd         | Randy Kaufman                     |                                                                                           |
| Wardlow             | Michael Wardlow                   |                                                                                           |
| Wheeler Yuta        | Paul Gruber                       |                                                                                           |
| Will Ospreay        | William Ospreay                   |                                                                                           |

#### Luchadoras de AEW

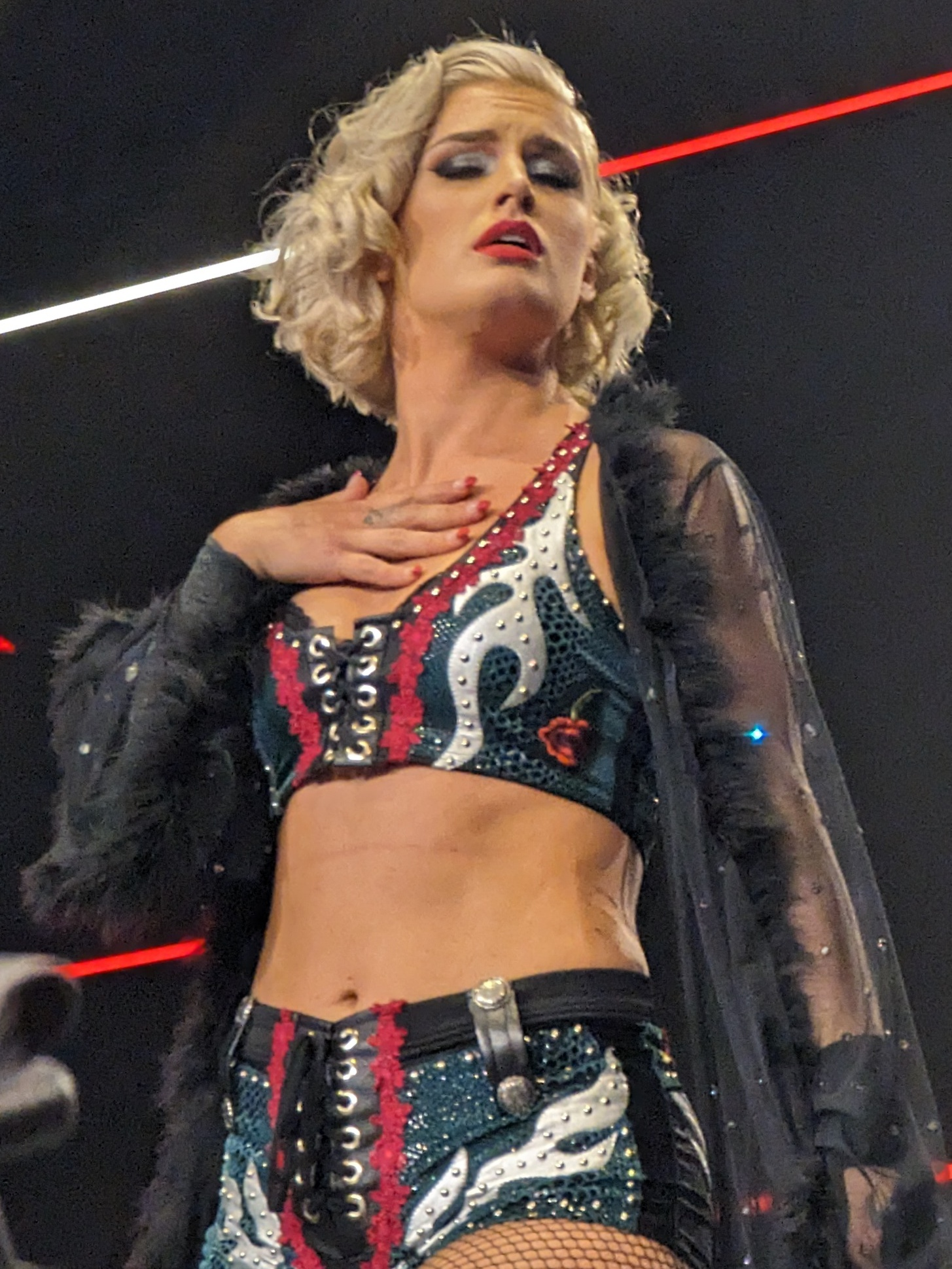
Toni Storm, campeona Mundial de AEW

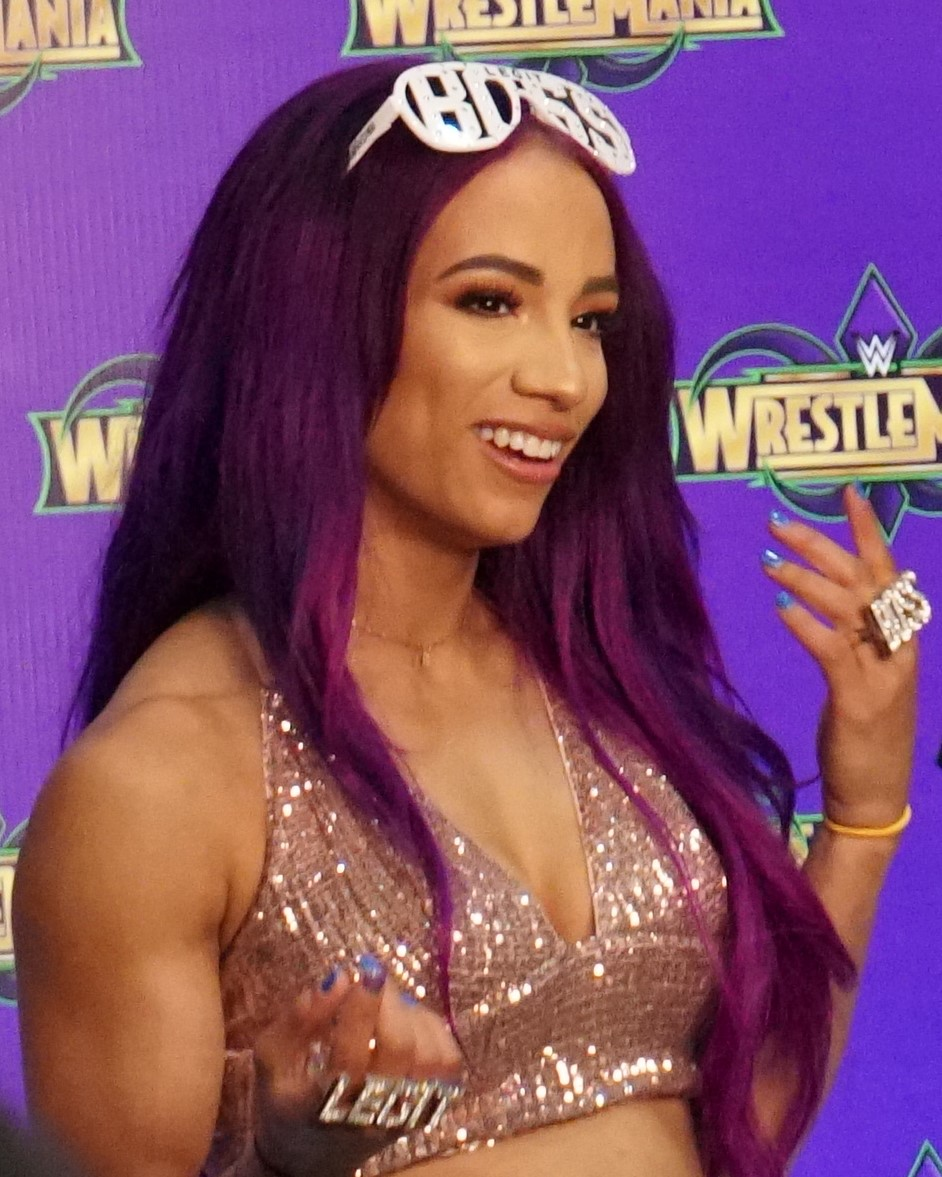
Mercedes Moné, campeona TBS de AEW

| Nombre                 | Nombre Real                       | Notas                                                       |
| ---------------------- | --------------------------------- | ----------------------------------------------------------- |
| Alex Windsor           | Alice Olivia Walker               |                                                             |
| Anna Jay               | Anna Jernigan                     |                                                             |
| Athena                 | Adrienne Palmer                   | Campeona Mundial Femenina de ROH.                           |
| Billie Starkz          | Lillian Bridget                   |                                                             |
| Deonna Purrazzo        | Deonna Purrazzo                   |                                                             |
| Diamante               | Priscilla Zuniga                  |                                                             |
| Dr. Britt Baker D.M.D. | Brittany Baker                    |                                                             |
| Emi Sakura             | Emi Sakura                        |                                                             |
| Harley Cameron         | Danni Ellexo                      |                                                             |
| Hikaru Shida           | Hikaru Shida                      |                                                             |
| Jamie Hayter           | Paige Wooding                     |                                                             |
| Julia Hart             | Julia Rose Hart                   |                                                             |
| Kamille                | Kailey Dawn Farmer                |                                                             |
| Kiera Hogan            | Kiera Hogan                       |                                                             |
| Kris Statlander        | Kristen Stadtlander               |                                                             |
| Leila Grey             | Catherine Guzman                  |                                                             |
| Madison Rayne          | Ashley Nichole Lomberger          | Entrenadora.                                                |
| Marina Shafir          | Marina Shafir                     | Vallet de Death Riders                                      |
| Megan Bayne            | Megan Doheny                      |                                                             |
| Mercedes Martinez      | Jazmin Benitez                    |                                                             |
| Mercedes Moné          | Mercedes Justine Kaestner-Varnado | Campeona TBS de AEW Campeona Indiscutida Británica Femenina |
| Mina Shirakawa         | Mina Shirakawa                    | Campeona Mundial Televisiva Femenina Interina de ROH.       |
| Nyla Rose              | Nyla Rose                         |                                                             |
| Penelope Ford          | Olivia Hasler                     | Valet de Kip Sabian.                                        |
| Queen Aminata          | Aminata Sylla                     |                                                             |
| Red Velvet             | Stephanie Cardona                 | Campeona Mundial Televisiva Femenina de ROH.                |
| Riho                   | Riho Hime                         |                                                             |
| Ruby Soho              | Dori Prange                       | Ganadora del Women's Casino Battle Royale.                  |
| Serena Deeb            | Serena Deeb                       | Entrenadora.                                                |
| Skye Blue              | Skye Dolecki                      |                                                             |
| Syuri                  | Syuri Kondo                       |                                                             |
| Taya Valkyrie          | Kira Reneé Magnin-Forster,        |                                                             |
| Tay Melo               | Taynara Guevara                   |                                                             |
| Thekla                 | Thekla Kaischauri                 |                                                             |
| Thunder Rosa           | Melissa Cervantes                 | Comentarista en Español.                                    |
| Toni Storm             | Toni Rossall                      | Campeona Mundial Femenina de AEW                            |
| Willow Nightingale     | Danielle Paultre                  |                                                             |
| Yuka Sakazaki          | Yuka Sakazaki                     | Contrato libre.                                             |

#### Equipos masculinos de AEW
| Nombre                                                | Miembros | Notas                                                            |
| ----------------------------------------------------- | --- | ---------------------------------------------------------------- |
| Daddy Magic & Cool Hand Ang                           | Matt Menard & Angelo Parker |                                                                  |
| CRU                                                   | Action Andretti & Lio Rush |                                                                  |
| Daniel Garcia, Daddy Magic & Cool Hand Ang & Anna Jay | Daniel Garcia, Matt Menard, Angelo Parker & Anna Jay                                                                                   |                                                                  |
| Death Riders                                          | Jon Moxley, Wheeler Yuta, Claudio Castagnoli, PAC, Marina Shafir & Gabe Kidd                                                           |                                                                  |
| Don Callis Family                                     | Don Callis, Konosuke Takeshita, Kyle Fletcher, Brian Cage, Lance Archer, Josh Alexander, Trent Beretta, Rocky Romero & Kazuchika Okada |                                                                  |
| FTR                                                   | Cash Wheeler & Dax Harwood |                                                                  |
| Gates of Agony                                        | Bishop Kaun & Toa Liona |                                                                  |
| Golden Lovers                                         | Kenny Omega y Kota Ibushi |                                                                  |
| Jeff Jarrett & Jay Lethal                             | Jeff Jarrett & Jay Lethal |                                                                  |
| Kings of the Black Throne                             | Buddy Matthews & Brody King, |                                                                  |
| La Facción Ingobernable                               | Rush, Dralístico, The Beast Mortos & «Perro Peligroso» Preston Vance                                                                   |                                                                  |
| Murderhawk Monster                                    | Brian Cage & Lance Archer |                                                                  |
| Nightmare Family                                      | Dustin Rhodes, Brock Anderson, Lee Johnson, Fuego Del Sol y Baron Black                                                                |                                                                  |
| Paragon                                               | Adam Cole, Roderick Strong & Kyle O'Reilly                                                                                             |                                                                  |
| Private Party                                         | Brother Zay & Marq Quen |                                                                  |
| SAP                                                   | Serpentico & Angelico. |                                                                  |
| The Bang Bang Gang                                    | Jay White, Juice Robinson, Austin Gunn & Colten Gunn                                                                                   |                                                                  |
| The Butcher & The Blade                               | The Butcher, The Blade y Penelope Ford                                                                                                 |                                                                  |
| The Conglomeration                                    | Orange Cassidy & Mark Briscoe |                                                                  |
| The Gunns                                             | Austin Gunn & Colten Gunn |                                                                  |
| The House of Black                                    | Brody King, Buddy Matthews & Julia Hart                                                                                                |                                                                  |
| The Hurt Syndicate                                    | MVP, Shelton Benjamin, Bobby Lashley & MJF                                                                                             | Campeones Mundiales en Parejas de AEW                            |
| The Dark Order                                        | Evil Uno, Alex Reynolds, John Silver "4" y Mr. Brodie Lee Jr.                                                                          |                                                                  |
| The Elite                                             | Matt Jackson, Nick Jackson, Michael Nakazawa y Brandon Cutler                                                                          |                                                                  |
| The Learning Tree                                     | Chris Jericho, Big Bill & Bryan Keith.                                                                                                 |                                                                  |
| The Matriarchy                                        | Nick Wayne, Kip Sabian & Shayna Wayne                                                                                                  |                                                                  |
| The Opps                                              | Samoa Joe, Katsuyori Shibata, Hook & Powerhouse Hobbs                                                                                  | Campeones Mundiales de Tríos de AEW (junto con Powerhouse Hobbs) |
| The Outrunners                                        | Truth Magnum y Turbo Floyd |                                                                  |
| The Kingdom                                           | Matt Taven & Mike Bennett |                                                                  |
| The Varsity Athletes                                  | Josh Woods & Tony Nese |                                                                  |
| The Young Bucks                                       | Matthew Jackson & Nicholas Jackson |                                                                  |
| TrustBusters                                          | Ari Daivari & Jeeves Kay |                                                                  |
| Top Flight                                            | Darius & Dante Martin |                                                                  |

#### Equipos femeninos de AEW
| Nombre             | Miembros                   | Notas |
| ------------------ | -------------------------- | ----- |
| TayJay A.S.        | Tay Melo y Anna Jay A.S.   |       |
| The Renegade Twins | Charlette & Robyn Renegade |       |

#### Personal secundario al aire
| Nombre                    | Nombre Real        | Notas                                                               |
| ------------------------- | ------------------ | ------------------------------------------------------------------- |
| Alex Abrahantes           | Alex Abrahantes    | Mánager y Traductor de Komander & Hologram Comentarista en Español. |
| Billy "Daddy Ass"         | Monty "Kip" Sopp   | Productor. Luchador ocasional. Mánager de Anthony Bowens.           |
| Don Callis                | Don Callis         | Mánager, Fundador y Líder de Don Callis Family.                     |
| Jake Roberts              | Aurelian Smith Jr. | Mánager de Lance Archer.                                            |
| José the Assistant        | José García        | Mánager de La Facción Ingobernable.                                 |
| Mr. Brodie Lee Jr. ("–1") | Brodie Huber       | Asociado de The Dark Order.                                         |
| MVP                       | Hassan Hamin Assad | Mánager de The Hurt Syndicate.                                      |
| Prince Nana               | Nana Osei Bandoh   | Mánager de Swerve Strickland.                                       |
| Rebel                     | Tanea Brooks       | Asistente de Dr. Britt Baker D.M.D & Jamie Hayter.                  |
| "Smart" Mark Sterling     | Mark Ptasnik       | Mánager de Tony Nese y Josh Woods. Abogado de MJF.                  |
| Sonjay Dutt               | Retesh Bhalla      | Productor Mánager de Jay Lethal & Satnam Singh.                     |
| Stokely Hathaway          | Stokely Hathaway   | Mánager de FTR.                                                     |
| Vickie Guerrero           | Vickie Lynn Benson | Mánager de Nyla Rose                                                |

#### Árbitros
| Nombre         | Nombre real           | Notas                                                       |
| -------------- | --------------------- | ----------------------------------------------------------- |
| Aubrey Edwards | Brittany Aubert       | Coanfitriona de AEW Unrestricted. Coordinadora de proyecto. |
| Bryce Remsburg | Bryce Remsburg        |                                                             |
| Earl Hebner    | Earl Hebner           |                                                             |
| Mike Chioda    | Michael Joseph Chioda |                                                             |
| Mike Posey     | Mike Posey            |                                                             |
| Paul Turner    | Paul Turner           | Árbitro principal.                                          |
| Rick Knox      | Rick Knox             |                                                             |

#### Equipo de transmisión
| Nombre            | Nombre Real                | Notas                                                                               |
| ----------------- | -------------------------- | ----------------------------------------------------------------------------------- |
| Alain Mistrangélo | Alain Mistrangélo          | Comentarista en francés                                                             |
| Alex Abrahantes   | Alex Abrahantes            | Comentarista en español Mánager de Komander                                         |
| Alex Marvez       | Alex Marvez                | Comentarista.                                                                       |
| Alvaro Riojas     | Alvaro Riojas              | Comentarista en español en AEW Collision                                            |
| Angelico          | Adam Bridle                | Comentarista en español.                                                            |
| Ariel Levy        | Ariel Levy                 | Comentarista en español                                                             |
| Carlos Cabrera    | Carlos Rodrigo Cabrera     | Comentarista en español.                                                            |
| Excalibur         | Marc Letzmann              | Comentarista en AEW Dynamite.                                                       |
| Goldenboy         | Alex Mendez                | Comentarista.                                                                       |
| Günter Zapf       | Günter Zapf                | Comentarista en alemán.                                                             |
| Jenn Decker       | Jennifer Lynette Sterger   | Entrevistadora de backstage.                                                        |
| Jim Ross          | James William Ross         | Comentarista.                                                                       |
| Justin Roberts    | Justin Roberts             | Anunciador.                                                                         |
| Kevin Kelly       | Kevin Kelly                | Comentarista en AEW Collision.                                                      |
| Lexy Nair         | Alexandra Nair             | Entrevistadora de backstage.                                                        |
| Mark Henry        | Mark Henry                 | Comentarista en AEW Rampage Entrenador.                                             |
| Mike Ritter       | Mike Ritter                | Comentarista en alemán.                                                             |
| Nigel McGuinness  | Steven Haworth             | Comentarista en AEW Collision.                                                      |
| Norbert Feuillan  | Norbert Feuillan           | Comentarista en francés.                                                            |
| Paul Wight        | Paul Donald Wight II       | Comentarista                                                                        |
| Renee Paquette    | Renee Jane Paquette        | Entrevistadora                                                                      |
| Serpentico        | Jonathan Cruz              | Comentarista en español.                                                            |
| Taz               | Peter Senerchia            | Comentarista en AEW Dynamite.                                                       |
| Thunder Rosa      | Melissa Cervantes          | Comentarista en español en AEW Collision                                            |
| Tony Schiavone    | Noah Anthony Schiavone Jr. | Comentarista en AEW Dynamite. Coanfitrión de AEW Unrestricted. Productor principal. |

#### Personal de bastidores
| Nombre             | Nombre Real              | Notas                                                    |
| ------------------ | ------------------------ | -------------------------------------------------------- |
| Amanda Huber       | Amanda Huber             | Trabaja para el equipo de alcance comunitario..          |
| Ben Coile          | Ben Coile                | Diseñador gráfico de movimiento.                         |
| Billy              | Monty "Kip" Sopp         | Productor. Luchador ocasional. Mánager de The Acclaimed. |
| B.J. Whitmer       | Benjamin Whitmer         | Productor.                                               |
| Bryan Danielson    | Bryan Danielson          | Hall of Famer de ROH Productor.                          |
| BrookLynn Ramsey   | BrookLynn Ramsey         | Diseñador escénico. Cronometrador.                       |
| Christina Meyers   | Christina Meyers         | Responsable de merchandising.                            |
| Dean Malenko       | Dean Simon               | Entrenador. Productor principal.                         |
| Denise Cutler      | Denise Cutler            | Costurera.                                               |
| Dion Sekone-Fraser | Dion Sekone-Fraser       | Coordinador de redes sociales.                           |
| Jeff Jones         | Jeffrey Jones            | Coordinador de redes sociales.                           |
| Jerry Lynn         | Jeremy "Jerry" Lynn      | Entrenador. Productor.                                   |
| Keith Mitchell     | Keith Mitchell           | Productor.                                               |
| Kristy McConville  | Kristy McConville        | Productor de audio.                                      |
| Madison Rayne      | Ashley Nichole Lomberger | Entrenadora.                                             |
| Mark Henry         | Mark Henry               | Entrenador.                                              |
| Michael Samson     | Michael Samson           | Médico en jefe.                                          |
| Mikey Rukus        | Mikey Rukus              | Producción de música.                                    |
| Nick Mondo         | Matthew Burns            | Director audiovisual.                                    |
| Rafael Morffi      | Rafael Morffi            | Director de eventos en vivo.                             |
| Renee Paquette     | Renee Paquette           | Entrevistadora.                                          |
| Sadiel Ruiz        | Sadiel Ruiz              | Fotógrafa de retrato.                                    |
| Sandra Grey        | Sandra Grey              | Costurera.                                               |
| Sarah Stock        | Sarah Stock              | Entrenadora.                                             |
| Shawn Carr         | Shawn Carr               | Jefe de la tripulación del ring.                         |
| Sonjay Dutt        | Retesh Bhalla            | Productor.                                               |
| Sunny Daze         | Dylan Frymyer            | Editor de vídeo.                                         |
| Tommy Dreamer      | Thomas Laughlin          | Productor.                                               |

#### Personal Corporativo
| Nombre           | Nombre Real                    | Notas                                                        |
| ---------------- | ------------------------------ | ------------------------------------------------------------ |
| Chad Glenn       | Chad Glenn                     | Director de finanzas.                                        |
| Chris Harrington | Chris Harrington               | Vicepresidente de Estrategia de Negocios.                    |
| Dana Massie      | Dana Massie                    | Departamento de mercancía. Jefa oficial de comercialización. |
| Jeff Jarrett     | Jeffrey "Jeff" Leonard Jarrett | Director de Desarrollo de Negocios.                          |
| Kevin Sullivan   | Kevin Sullivan                 | Vicepresidente de posproducción.                             |
| Margaret Stalvey | Margaret Stalvey               | Coordinadora legal.                                          |
| Megha Parekh     | Megha Parekh                   | General counsel.                                             |
| Nik Sobic        | Nik Sobic                      | Vicepresidente de operaciones comerciales.                   |
| Shahid Khan      | Shahid "Shad" Khan             | Copropietario. Inversor principal.                           |
| Tony Khan        | Antony "Tony" Khan             | Director ejecutivo. Copropietario Presidente.                |